# Cornelia

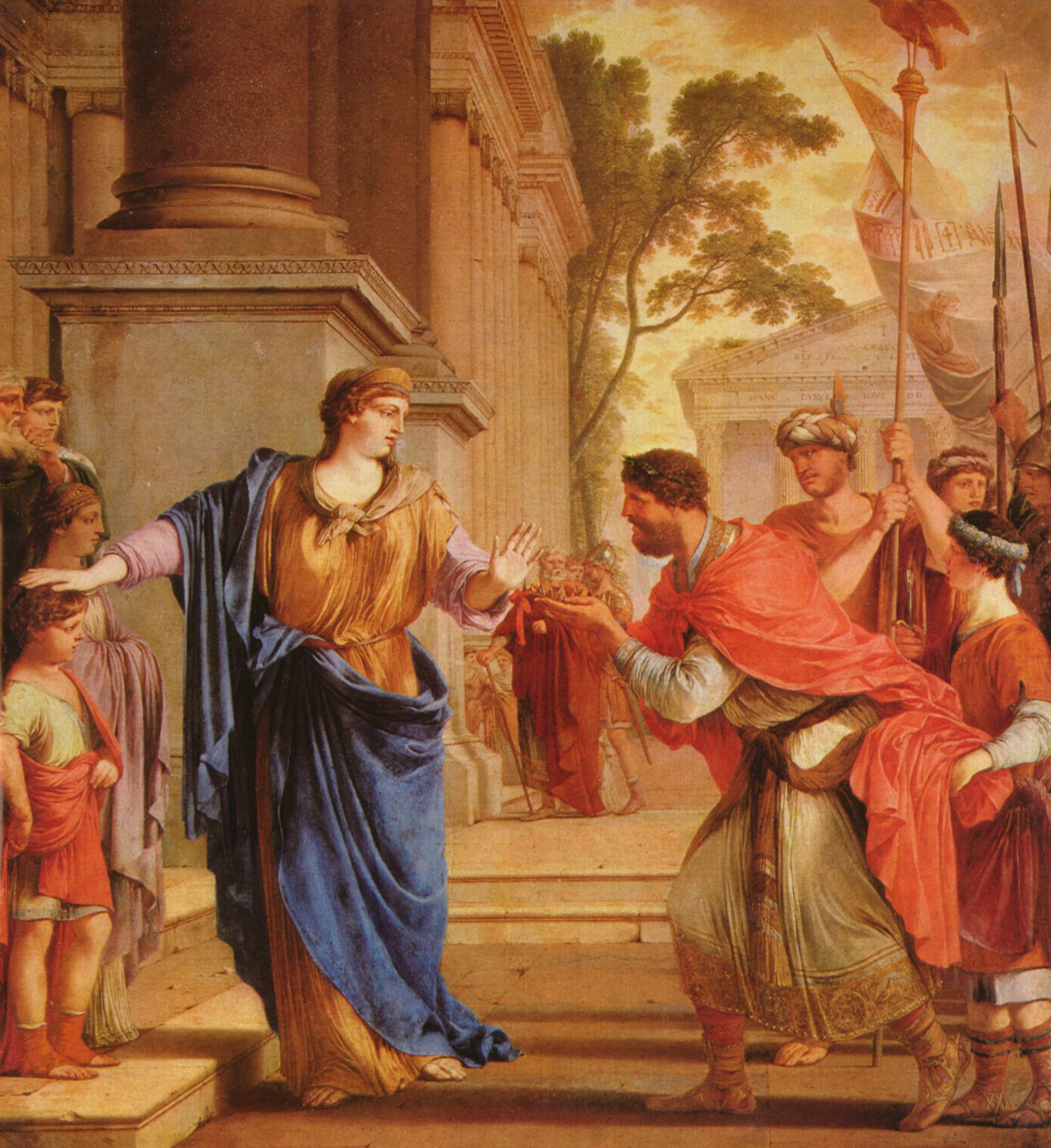
Cornelia rechaza la corona de Ptolomeo VIII, cuadro de Laurent de La Hyre (Museo de Bellas Artes de Budapest).

Cornelia (c. 189-110 a. C.) fue una famosa matrona romana, hija de Escipión el Africano, conocida por ser la madre de los Gracos.

## Familia
Cornelia fue miembro de los Cornelios Escipiones, una rama familiar patricia de la gens Cornelia. Fue hija de Escipión el Africano y de Emilia Tercia. Se desposó con el consular Tiberio Sempronio Graco tras la muerte de su padre. Fue madre de doce hijos, pero los únicos que llegaron a la edad adulta fueron Tiberio Sempronio Graco, Cayo Sempronio Graco y Sempronia, quien se desposó con su primo, Publio Cornelio Escipión Emiliano.

## Vida
Fue una mujer culta y de carácter fuerte. Después de la muerte de su esposo en 153 a. C., rechazó la propuesta de matrimonio con el rey de Egipto, Ptolomeo VIII Evérgetes, para dedicarse a la educación de sus hijos. Formó parte de la familia patricia que más se entregó a la defensa de la cultura helenística que entonces empezaba a asentarse en Roma. A edad muy avanzada, le fue erigida a tan insigne dama una estatua de bronce en el Foro Romano, de la cual se conserva la base con el epígrafe Cornelia Africani F. Gracchorum (Cornelia, hija del Africano y madre de los Gracos). Fue la primera estatua pública en honor a una mujer expuesta en Roma.
En sus Vidas paralelas de Tiberio y Cayo Sempronio Graco, Plutarco afirma que Cornelia gustaba del trato con las gentes y se mostraba muy hospitalaria con sus invitados. Recibía en su casa a filósofos griegos y toda clase de literatos. Se dice que llevó con gran entereza y magnanimidad sus infortunios, pues había sobrevivido a su padre, a su esposo, a sus hijos y demás familiares y amigos. Sus últimos años de vida los pasó en su villa de los campos misenos, hablando de su padre y de sus hijos a sus visitantes como si se tratara de hombres de una época pasada.
Dante Alighieri la cita en la Divina comedia, como uno de los espíritus que se encuentran en el Limbo.